# Oecologia
Oecologia — международный научный журнал, посвящённый проблемам экологии. Основан в 1968 году.

## История
Журнал был основан в 1968 году.
Уровень цитирования журнала (Импакт-фактор): 3.129 (2008), что ставит его на № 31 из 124 в категории «Ecology».
По итогам 10 лет (1998—2008) по уровню цитирования (Импакт-фактор, Science Citation Index) входит в двадцатку самых значимых журналов в мире в категории экология (из 168 учитываемых и более 300 имеющихся в этой области).
В 2011 году вышел 165-й том.

## Тематика
- физиологическая экология
- поведенческая экология
- популяционная экология
- взаимодействия растений и животных
- экология сообществ
- экосистемная экология
- экология глобальных изменений
- экология охраны природы

## ISSN
- ISSN: 0029-8549 (print version)
- ISSN: 1432—1939 (electronic version)